# Sirineri
Sapiteri (Sirineri), malena, gotovo nestala skupine Harakmbut Indijanaca, porodica harakmbet, kojih danas oko 30 živi na rijeci Pukiri i naseljima San José i Boca Ishiriwe, Peru. Glavni uzrok nestanka ove skupine su epidemije bolesti koje su sa sobom donesli dominikanski misionari u prvoj polovici 20. stoljeća. Sapiteri, ili Sirineri, kako su ih nazivali Arasairi, bili su neprijatelji Huachipaerija. Nakon epidemija 1940. odlaze na misiju Kaichihue odakle pomažu svećenicima da dođu u kontakt s plemenima na rijeci Karene i Madre de Dios. Raniji dom Sapitera bio je između gornje Karene i gornjeg Madre de Diosa, u blizini Arakmbuta, plemena među kojima postoji klan Saweron, koji su porijeklom od Sapitera.

## Vanjske poveznice
- Andrew Gray, Mythology, Spirituality and History